# تاهائا
تاهائا 

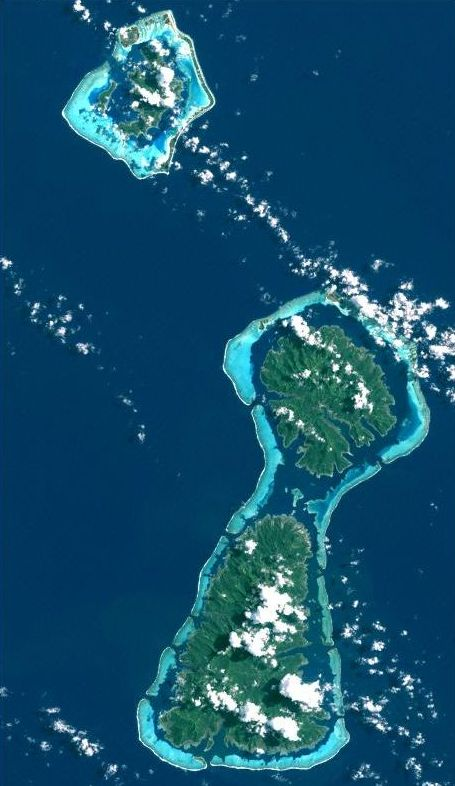
تصویری از بورا بورا، تاهائا و رایاتئا از فضا

(به تاهیتیایی: Tahaʻa) که گاهی اوقات به عنوان تاهاآ 
(به تاهیتیایی: Tahaa) نیز نام برده می‌شود، جزیره ای است از جزایر بادپناه، در بخش غربی مجمع الجزایر انجمن در پلی نزی فرانسه، یک قلمرو ماوراء دریای فرانسه در اقیانوس آرام جنوبی واقع شده است. جزایر تاهائا و همسایه آن رایاتئا که در مجاورت جنوب آن قراردارد دارای کولاب (لاگون) مشترکی هستند که توسط همان صخره مرجانی محصور شده‌اند و ممکن است این دو جزیره، زمانی یک جزیره واحد بودند. در سرشماری سال ۲۰۲۲ جمعیت تاهائا برابر با ۵٬۲۹۶ نفر بود.